# Kristall
Kristina Joerijivna Kotsjegarova (Oekraïens: Крістіна Юріївна Кочегарова; Kiev, 19 april 2000), beter bekend als Kristall, is een Oekraïense zangeres en presentatrice.

## Biografie
Kristall startte haar muzikale carrière toen ze amper vier jaar oud. Ze nam deel als zangeres aan een Oekraïense talentjacht genaamd Koemiry ta koemirtsjyky. Een jaar later werd ze het gezicht van McDonald's in Oekraïne. 
Later, in 2009, ging Kristall verder met zingen. Ze kreeg de ereprijs tijdens de zangwedstrijd Beauty Star Ukraine - 2009 in de categorie Teen Miss Beauty Star - 2009. Door deze prestatie werd ze uitgenodigd als gast in het televisieprogramma Teen Club, waar ze later als een eigen rubriek in kreeg genaamd Akademija oespichoe, die ze zelf presenteerde. In 2010 won ze onder andere de Grand Prix tijdens de zangwedstrijd Visoka Nota eremedailles voor haar werk in de Oekraïense kindertelevisie en -muziekindustrie. In 2011 won ze de Grand Prix tijdens de zangwedstrijd World Beauty Star - 2011. 
Op 31 juli 2011 won Kristall met het liedje Evropa de Oekraïense nationale finale en mocht zo haar thuisland vertegenwoordigen op het Junior Eurovisiesongfestival 2011, dat in Jerevan, Armenië plaatsvond. Haar liedje Europe, wat deels in het Engels, deels in het Oekraïens gezongen werd, werd tot een van de favorieten gerekend. Uiteindelijk eindigde Kristall op een elfde plaats, met slechts 42 punten. 
2006: Nazar Slyoesartsjoek ·
2007: Ilona Galitska ·	
2008: Viktoria Petryk ·
2009: Andranik Aleksanjan ·
2010: Joelia Goerska ·
2011: Kristall ·
2012: Anastasija Petryk ·
2013: Sofija Tarasova ·
2014: Sympho-Nick · 
2015: Anna Trintsjer · 
2016: Sofiia Rol · 
2017: Anastasija Bahinska · 
2018: Darina Krasnovetska · 
2019: Sofia Ivanko · 
2020: Oleksandr Balabanov · 
2021: Olena Oesenko · 
2022: Zlata Dzjoenka · 
2023: Anastasia Dymyd